# Dietlikon
Dietlikon är en ort och kommun i distriktet Bülach i kantonen Zürich, Schweiz. Kommunen har 8 036 invånare (2023).